# Pseudopoda exigua
Pseudopoda exigua är en spindelart som först beskrevs av Fox 1938.  Pseudopoda exigua ingår i släktet Pseudopoda och familjen jättekrabbspindlar. Inga underarter finns listade i Catalogue of Life.